# Bad Rappenau
Bad Rappenau (pronunciación en alemán: /baːt ˈʁapənaʊ̯/ⓘ) es un municipio perteneciente al distrito de Heilbronn en Baden-Wurtemberg, al sur de Alemania. Esta localidad está a unos 15 km al noroeste de Heilbronn.

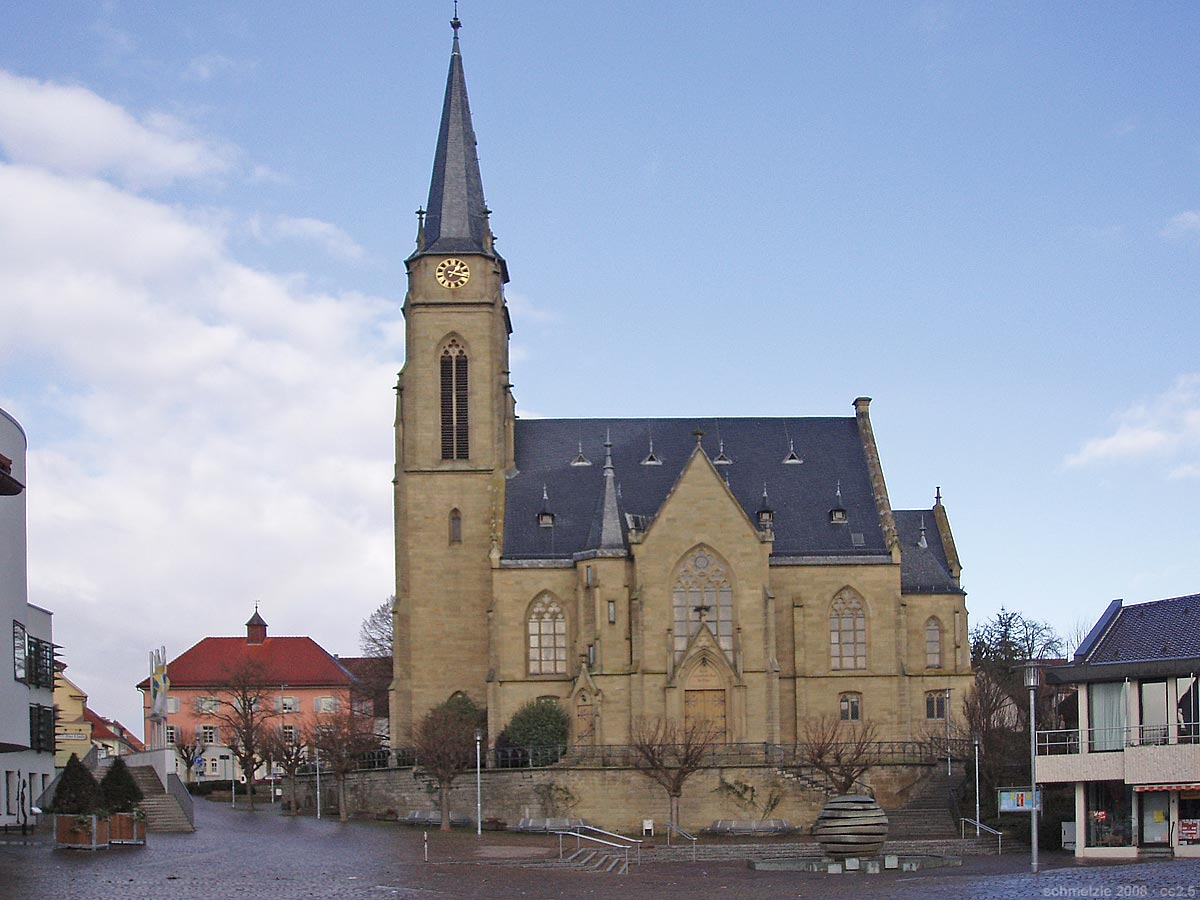
Iglesia protestante del municipio.

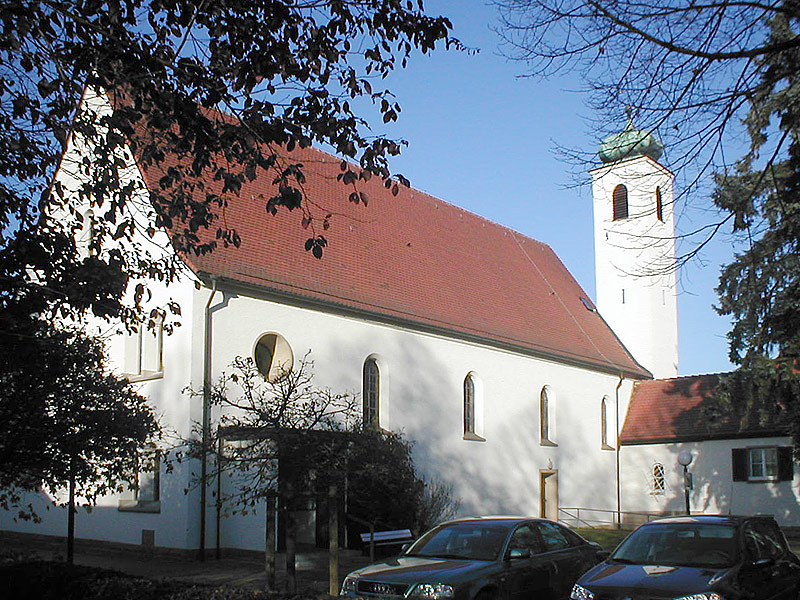
Iglesia católica del municipio.

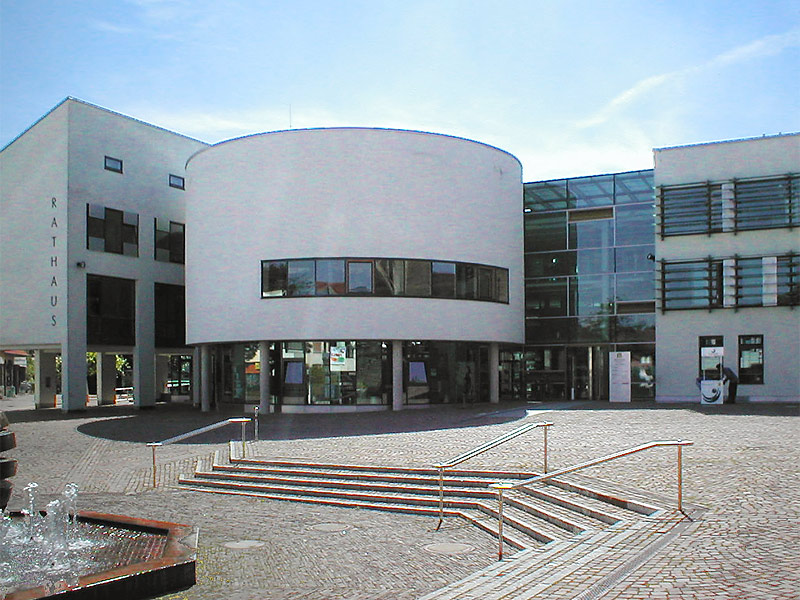
Ayuntamiento de Bad Rappenau.

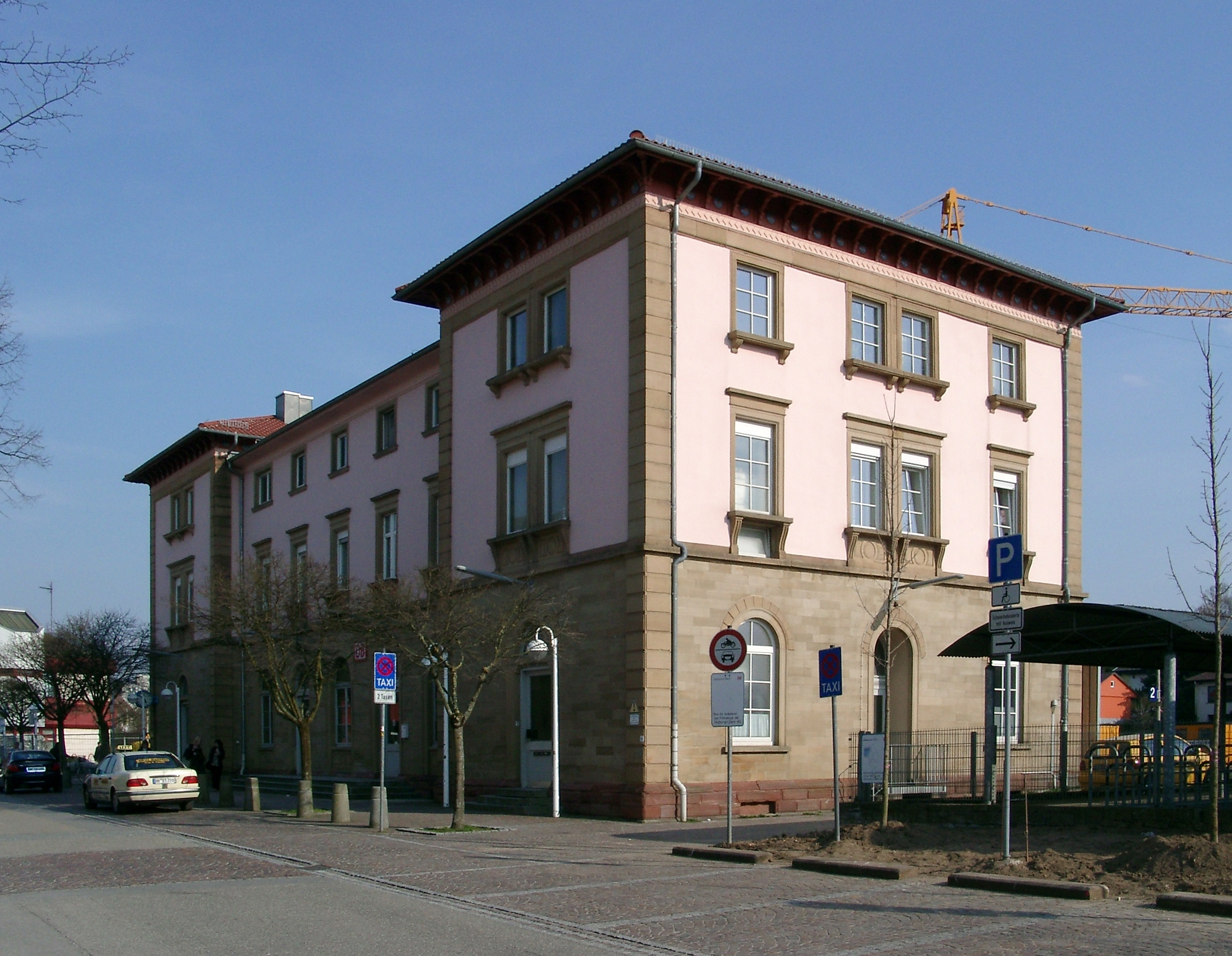
Estación de ferrocarril.

## Política
El actual alcalde del municipio es Hans Heribert Blättgen del partido SPD.

### Últimas elecciones
| Partido     | Porcentaje de votos | *    | Escaños | *  |
| ----------- | ------------------- | ---- | ------- | -- |
| CDU         | 50.8 %              | −0.1 | 19      | +5 |
| SPD         | 32.1 %              | −3.4 | 12      | +2 |
| ödp         | 7.8 %               | +0.1 | 2       | ±0 |
| Grüne Liste | 5.5 %               | −0.4 | 2       | +1 |
| FDP         | 3.7 %               | +3.7 | 1       | +1 |
| Total       | 100 %               |      | 36      |    |

(*) Puntos respecto a las elecciones anteriores.

## Demografía
| Año                     | Habitantes |
| ----------------------- | ---------- |
| 6 de junio de 1961 ¹    | 3,899      |
| 27 de mayo de 1970 ¹    | 5,404      |
| 31 de diciembre de 1975 | 13,361     |
| 31 de diciembre de 1980 | 13,826     |
| 27 de mayo de 1987 ¹    | 14,461     |
| 31 de diciembre de 1990 | 15,884     |
| 31 de diciembre de 1995 | 18,562     |
| 31 de diciembre de 2000 | 19,884     |
| 31 de diciembre de 2005 | 20,600     |

¹ Resultados del censi.

## Vecinos ilustres
- 1896, Carl Egler, † 1982 en Karlsruhe, escultor alemán.
- 1936, Eberhard von Gemmingen, jefe de la oficina editorial de la Radio Vaticano.
- 1952, Klaus Zapf, empresario, fundador de Zapf Umzüge.